# コーマス
コーマス（Comus）は、1970年代初頭に活動したイギリスのプログレッシブ・フォーク・バンドである。最初のアルバム『ファースト・アタランス - 魂の叫び』は、現在まで続くカルト的人気をもたらした。2009年に再結成し、いくつかのフェスに出演し、新たなアルバムもリリースした。

## 来歴
ケントのブロムリーやその周辺のフォーク・クラブで音楽スタイルを鍛えていた美大生のロジャー・ウットンとグレン・ゴリングにより結成された。そのバンド名はジョン・ミルトンの仮面劇の題名及びギリシア神に由来している。2人のデュオから6人のアンサンブルへと変化し、その後はデヴィッド・ボウイからも称賛された。ベックナムにあるボウイのアーツ・ラボ・プロジェクトに定期的に参加することとなった。また、ボウイはロンドンのパーセル・ルームズで1969年に行われたコンサートにサポートとして彼らを招待している。
ウットンとゴリングによるカバー・アートで1971年にファースト・アルバム『ファースト・アタランス - 魂の叫び』が発表された。その音楽は、主に東洋の打楽器、初期フォーク、動物のような声を混ぜたアコースティック・アートロック（アコースティック・メタル・アンド・アシッド・フォークとも称される）であった。その歌詞には暴力、殺人、情緒不安定、そして神秘が含まれていた。
アルバム発表後、木管楽器奏者のロブ・ヤングがリンゼイ・クーパーと代わり、未だにリリースされていないセカンド・アルバムに向けて新たな布陣で挑むこととなった。この布陣でのレコーディングはここ40年にわたって日の目を見ていない。しばらくバンドは解散していたが、ウットン、アンディ・ヘラビー、ボビー・ワトソンが新たなメンバーとともにバンドを再構成し、セカンド・アルバム『トゥ・キープ・フロム・クライング』を1974年にリリースした。
コンプリート・ボックス・セット『Song to Comus: The Complete Collection』が、2005年にリリースされた。これには、2枚のスタジオ・アルバム、唯一のシングルである「Diana」、「All the Colours of Darkness」と呼ばれる未リリースであったトラックなどが収録されている。ライナーノーツには、数人のバンド・メンバーの独占インタビューが入っている。2008年3月、スウェーデンで行われるメロットロネン・フェスティバルに向けて、コーマスは再結成することになった。その後もいくつかの新しい要素を取り入れながら定期的な演奏を続けている。
2009年6月13日のコンウェイ・ホールのエキノックス・フェスティバルにおいて、結成37年間で初めてイギリスでパフォーマンスを行った。
再結成アルバム『Out of the Coma』が2012年6月にリリースされた。3つの新曲「Out of The Coma」「The Sacrifice」「The Return」に加え、「The Malgaard Suite」という『ファースト・アタランス - 魂の叫び』に向けて作られたものの収録されなかった素材を1972年にライブ・レコーディングした音源も収録している。
ウットンは、スラップ・ハッピーのレコーディングに参加しており、クーパーはヘンリー・カウに参加している。管楽器奏者のジョン・シーグロアットは、フリー・インプロヴァイジング・トリオであるレッド・スクエアの一員でもある。シーグロアットと歌手のボビー・ワトソンは、2003年に結婚した。

## 影響
1998年にオーペスのボーカリストでソング・ライターのミカエル・オーカーフェルトは、コーマスの楽曲「Drip Drip」の歌詞の一部をアルバム『マイ・アームズ・ユア・ハース (My Arms, Your Hearse)』のタイトルに用いた。その原文は「As I carry you to your grave, my arms your hearse」である。
2005年のオーペスのアルバム『ゴースト・レヴァリーズ』にも同じく影響が見られる。2曲目の「The Baying of the Hounds」というタイトルは、「Diana」の「And she knows by the sound of the baying, by the baying of the hounds」という部分に由来している。
イギリスのエクスペリメンタル・バンド、カレント93は、スタジオ・アルバム『Horsey』で「Diana」をカヴァーしている。音楽的には、このバージョンはオリジナルと大きく異なり、デヴィッド・チベットは苦しんだ様子で歌い、目まぐるしいヴァイオリンによるアレンジに基づいたループで歌の大部分を構成している。

## メンバー

### 現在のメンバー
- ロジャー・ウットン (Roger Wootton) - アコースティックギター、リード・ボーカル (1969年-1972年、1974年、2008年-現在)
- グレン・ゴリング (Glenn Goring) - 6弦-12弦アコースティックギター、エレキギター、スライド、ハンドドラム、バック・ボーカル (1969年-1972年、2008年-現在)
- アンディ・ヘラビー (Andy Hellaby) - フェンダーベース、スライドベース、バック・ボーカル (1969年-1972年、1974年、2008年-現在)
- コリン・ピアソン (Colin Pearson) - ヴァイオリン、ヴィオラ (1969年-1972年、2008年–現在)
- ボビー・ワトソン (Bobbie Watson) - リード・ボーカル、バック・ボーカル、パーカッション (1969年-1972年、1974年、2008年-現在)
- ジョン・シーグロアット (Jon Seagroatt) - フルート、オーボエ、ハンドドラム （2008年-現在）

### 旧メンバー
- ロブ・ヤング (Rob Young) - フルート、オーボエ、ハンドドラム (1969年-1971年)
- ゴードン・コクソン (Gordon Coxon) - ドラム (1974年)
- キース・ヘール (Keith Hale) - キーボード (1974年)
- リンゼイ・クーパー (Lindsay Cooper) - ファゴット (1972年、1974年)

## ディスコグラフィ

### スタジオ・アルバム
- 『ファースト・アタランス - 魂の叫び』 - First Utterance (1971年)
- 『トゥ・キープ・フロム・クライング』 - To Keep from Crying (1974年)
- Out of the Coma (2012年) ※1曲1972年ライブ音源収録

### ライブ・アルバム
- East of Sweden: Live at Melloboat Festival 2008 (2011年)
- 『ライヴ・イン・ジャパン2012』 - Live In Japan 2012 (2013年)

### ボックス・セット
- Song to Comus: The Complete Collection (2005年)

### シングル
- "Diana / In the Lost Queen's Eyes / Winter is a Coloured Bird" (1971年)

### ロジャー・ウットン・ソロ・シングル
- "Fiesta Fandango" / "New Tide"